# Araiophos eastropas
Araiophos eastropas là một loài cá vây tia thuộc chi Araiophos. Loài này sinh sống ở Tây Trung Thái Bình Dương.